# Прошовишки окръг
Прошовишки окръг (на полски: Powiat proszowicki) е окръг в Южна Полша, Малополско войводство. Заема площ от 414,87 км2. Административен център е град Прошовице.

## География
Окръгът се намира в историческия регион Малополша. Разположен е в северната част на войводството.

## Население
Населението на окръга възлиза на 43 995 души (2012 г.). Гъстотата е 106 души/км2.

## Административно деление
Административно окръгът е разделен на 6 общини.
Градско-селски общини:
- Община Нове Бжеско
- Община Прошовице

Селски общини:
- Община Конюша
- Община Кошице
- Община Палечница
- Община Раджемице

## Фотогалерия
- Прошовице
- Конюша
- Нове Бжеско